# ヴァレリー・ハリロフ
ヴァレリー・ミハイロヴィチ・ハリロフ（ロシア語: Валерий Михайлович Халилов, ラテン文字転写: Valery Mikhailovich Khalilov、1952年1月30日 - 2016年12月25日）は、ロシア連邦の軍人、音楽家。ソビエト連邦ウズベク共和国、テルメズ出身。最終階級は陸軍中将。音楽総監督を務めるロシア軍属アレクサンドロフ・アンサンブルメンバーらともに搭乗したジェット旅客機Tu-154がロシアのソチからシリアに向かう途中黒海に墜落する事故で死亡。

## 経歴
モスクワ軍楽学校卒業後、モスクワ音楽院の指揮学部に在学。ソ連防空軍付属プーシキン記念高等学校に指揮者として就任。1980年にレニングラード軍管区軍楽コンクールに優勝。その後、当時のモスクワ軍管区軍楽隊長ニコライ・ミハイロフ少将の知遇を得て、1984年同軍楽隊の副隊長に就任。2002年に同軍楽隊長に昇進した。2002年から2016年まで毎年5月9日にロシアの赤の広場で開催される対独戦勝記念軍事パレードの総指揮者を務め、2005年の60周年記念行事では、当時の小泉純一郎首相もパレードを観閲している。
2016年4月、ロシア軍のアレクサンドロフ・アンサンブルの芸術監督に任命された。
2016年12月25日、アレクサンドロフ・アンサンブルの楽団メンバー82人とともに搭乗したTu-154がソチの空港を離陸直後に黒海に墜落した事故で死亡した。新年歓迎お祝いの一環で、アレクサンドロフ・アンサンブルの指揮者として、シリア駐留ロシア軍のための公演が予定されていた。(2016年ロシア国防省Tu-154墜落事故)

## 顕彰・称号
名誉勲章、祖国への軍事貢献勲章(三等)、長期勤続者勲章(一等)等を受賞。称号は、ロシア人民芸術家。

## 主な作曲
出版譜の曲目一覧とCD「Служу Отечеству」の曲目および対独戦勝記念軍事パレードの演奏履歴より。

### 行進曲
- アレクサンドル（Александр）
- 虹（Радуга）[5]
- 赤軍兵士スホフ（ロシア語版）（Красноармеец, Сухов）
- ミロラドヴィチ将軍（Генерал Милорадович）[6]
- 4月25日（25-е Апреля）
- 革命の日（День Революции）
- 讃歌（Кант）[7]
- カデット（Кадет）[8]
- ウーラン（Улан）[9]
- 青年（Молодежный）
- 見習士官（Юнкер）[10]
- 閲兵場（Плац）
- 号鐘（Рында）
- レフォルトヴォ（Лефортовский）
- 祝勝行進曲（Торжественно-триумфальный марш）

### その他
- 春の序曲（Весенняя увертюра）[11]
- アダージョ（Адажио）
- エレジー（Элегия）

## 軍隊の階級
- 少将（2006年12月）
- 中将（2010年7月9日）